# Komaki Kikuchi
Komaki Kikuchi, född 22 februari 1997 i Tokyo, är en japansk fäktare som tävlar i florett.

## Karriär
Vid OS 2024 ingick Kikuchi i det japanska laget som tog brons i florett.